# 지방도 제915호선
지방도 제915호선은 경상북도 영주시 평은면 오운육교와 봉화군 춘양면 서벽삼거리를 잇는 경상북도의 지방도이다.

## 연혁
- 2000년 10월 26일 : 가곡도로 선형개량(봉화군 상운면 가곡리) 592m 구간 개통[1]
- 2001년 2월 1일 : 상운우회도로(봉화군 상운면 가곡리) 290m 구간 개통[2]
- 2003년 2월 20일 : 노선 폐지 및 재지정.[3]
- 2005년 12월 26일 : 봉화진입도로(봉화군 봉화읍 거촌리 ~ 내성리) 1.12km 구간 확장 개통, 기존 500m 구간 폐지[4]
- 2021년 12월 6일: 실연장 반영으로 총 연장을 46.2km에서 45.95km로 변경함.[5]

## 주요 경유지
- 영주시
  - 평은면 오운육교 - 옛고개삼거리 - 오운리

- 안동시
  - 녹전면 원천교 - 원천삼거리 - 원천리

- 봉화군
  - 상운면 구천삼거리 - 구천리 - 청고개 - 운계리 - 상운교 - 상운초등학교 - 상운중학교 - 상운면사무소 - 가곡리 - 하눌리
  - 봉화읍 석평리 - 오미고개 - 봉화농공1단지 - 봉화 교차로 - 날고개 - 내성리 - 봉화경찰서 - 봉화초등학교 - 봉화중학교 - 봉화고등학교 - 삼계 회전교차로 - 삼계2교 - 삼계리
  - 물야면 북지리 - 물야초등학교 북지분교 - 가평교 - 가평 교차로 - 가평리 - 물야삼거리 - 물야면사무소 - 물야농협 - 오록리 - 불기교 - 먹고개 - 물야저수지 - 오전정류소 - 오전리 - 주실령 (해발 780m)
  - 춘양면 주실령 (해발 780m) - 서벽리 - 서벽삼거리

## 중복 구간
- 안동시 녹전면 원천삼거리 ~ 봉화군 상운면 구천삼거리 : 지방도 제935호선과 중복

## 도로명
- 영주시 평은면 오운육교 ~ 봉화군 봉화읍 내성리 : 예봉로
- 봉화군 봉화읍 내성리 ~ 삼계 회전교차로 : 내성로
- 봉화군 봉화읍 삼계 회전교차로 ~ 춘양면 서벽삼거리 : 문수로